# Bulahdelah Mountain
Bulahdelah Mountain är ett berg i Australien. Det ligger i regionen Great Lakes och delstaten New South Wales, i den sydöstra delen av landet, omkring 190 kilometer nordost om delstatshuvudstaden Sydney. Toppen på Bulahdelah Mountain är 71 meter över havet.
Runt Bulahdelah Mountain är det glesbefolkat, med 9 invånare per kvadratkilometer.. Närmaste större samhälle är Bulahdelah, nära Bulahdelah Mountain. 
I omgivningarna runt Bulahdelah Mountain växer i huvudsak städsegrön lövskog. Genomsnittlig årsnederbörd är 1 554 millimeter. Den regnigaste månaden är februari, med i genomsnitt 287 mm nederbörd, och den torraste är oktober, med 44 mm nederbörd.